# أبكنار (تشهار فريضة)
أبکنار (بالفارسية: آبکنار) هي قرية تقع في إيران في البلدة المركزية. يقدر عدد سكانها بـ 2,970 نسمة .

## أعلام
- مريم ملك أرا